# Apterona planorbis
Apterona planorbis är en fjärilsart som beskrevs av Siebold 1856. Apterona planorbis ingår i släktet Apterona och familjen säckspinnare. Inga underarter finns listade i Catalogue of Life.